# The Universe

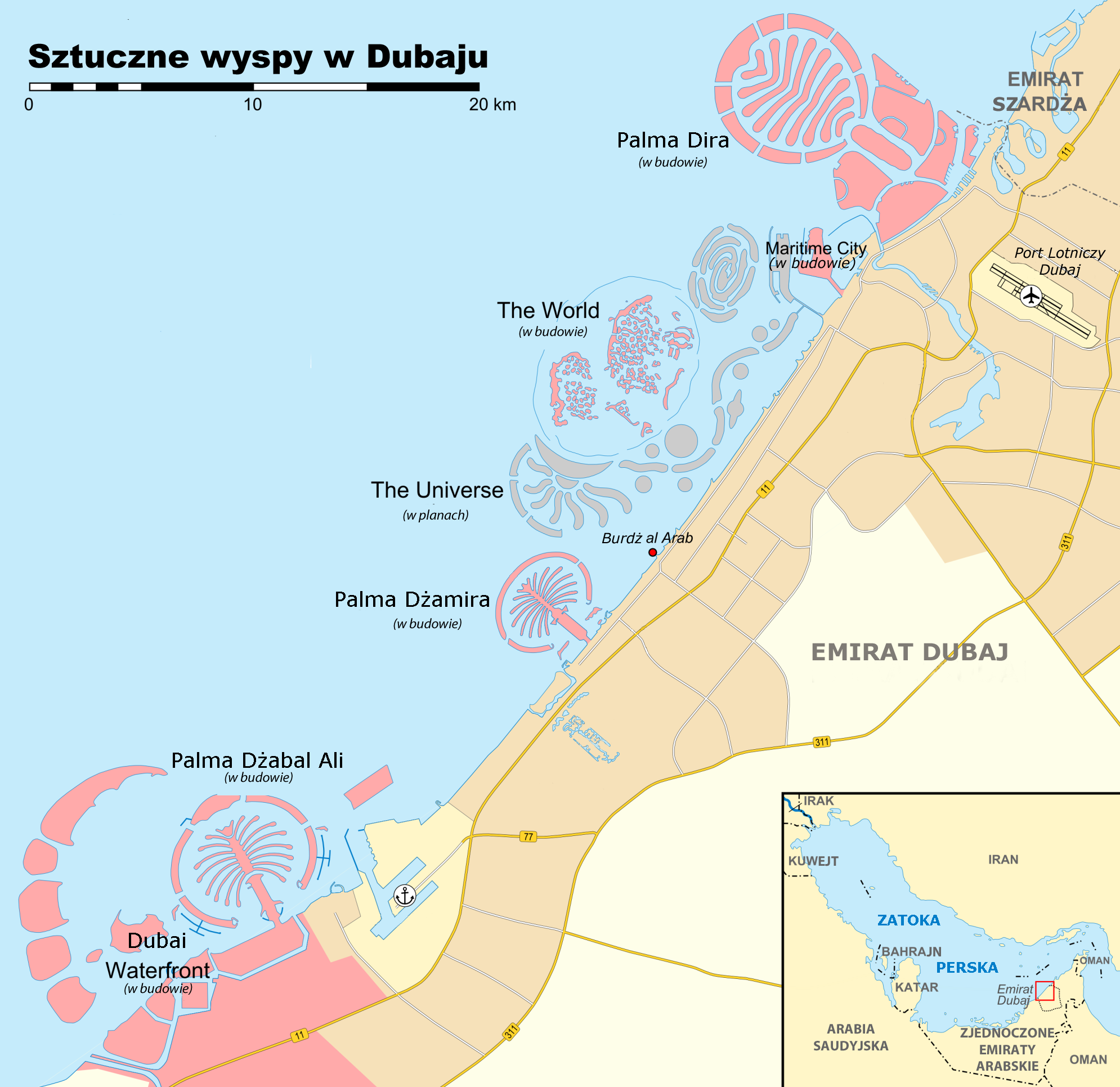
Das Projekt in der Nähe von The World

The Universe ist das im Januar 2008 angekündigte Projekt einer geplanten künstlichen Inselgruppe vor der Küste Dubais, Vereinigte Arabische Emirate, welche die Fläche des Emirats um weitere 3000 Hektar erweitern soll. Es ist zwischen der Küste und der künstlichen Inselgruppe The World vorgesehen und soll sich von Westen nahe der Palm Jumeirah und nach Osten über eine Länge von rund 16 Kilometern bis Port Rashid erstrecken.
Die geplanten Inseln sind in Form einiger bekannter Himmelskörper, z. B. der Sonne, dem Mond, den acht Planeten des Sonnensystems und einer fernen Galaxie als Universum angeordnet.
Das Projekt sollte von der Investmentgruppe Nakheel, welche auch die anderen Inselprojekte baut, mit einer Bauzeit von etwa 15 Jahren ab 2010 verwirklicht werden. Ende November 2008 teilte Nakheel jedoch mit, dass aufgrund der weltwirtschaftlichen Unsicherheit und weiteren nötigen Forschungen das Projekt zurzeit nicht verfolgt wird. Ende 2009 geriet Nakheel in wirtschaftliche Schwierigkeiten und musste mehrere Projekte stoppen. Deswegen ist vorerst nicht mit dem Bau der Inselgruppe zu rechnen, das Projekt wurde aber noch nicht aufgegeben.

## Weitere künstliche Inseln in Dubai
- Projekt Palm Islands, bestehend aus den drei Inselgruppen „The Palm, Jebel Ali“, „The Palm, Jumeirah“ und „The Palm, Deira“
- The World
- Jumeirah Islands (im Inland)
- Dubai Waterfront (vorläufig eingestellt)